# 善导之母圣殿 (那不勒斯)

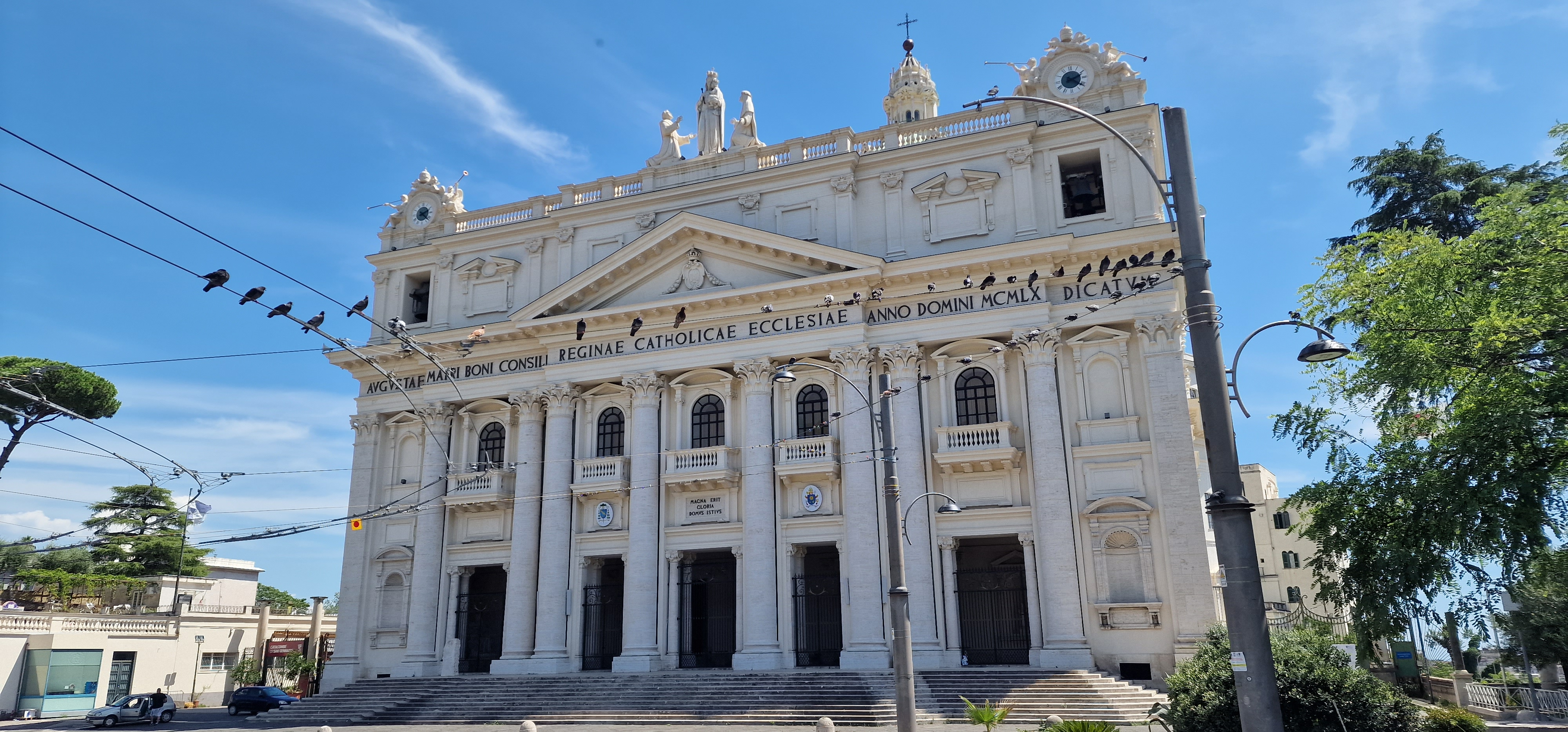
立面

善导之母圣殿（Basilica dell'Incoronata Madre del Buon Consiglio）是一座罗马天主教宗座圣殿，位于意大利南部城市那不勒斯通往卡波迪蒙特宫和美術館的山坡，从城市的许多区域都可见到。

## 历史
该堂起源于两个当地女孩看到的奇迹。1884年她画了一幅善导之母像，这一年该市的霍乱疫情停止了。22年后，同样的画出现在1906年维苏威火山爆发的火山灰云中。
温琴佐桥模仿罗马圣伯多禄大殿设计了教堂。该堂建于1920年到1940年，在古代圣雅纳略地下墓穴的顶部，为朝圣目的地。该堂收藏了许多来自该市废弃宗教场所的艺术品。 